# Isla Patricio Lynch
L'isla Patricio Lynch è un'isola del Cile meridionale nell'oceano Pacifico. Appartiene alla regione di Aysén, alla provincia di Capitán Prat e al comune di Tortel. L'isola fa parte dell'arcipelago Campana.

## Geografia
Patricio Lynch ha una forma vagamente rettangolare, ha molte insenature e fiordi che si insinuano profondamente nell'isola; per tutto il lato nord e per quello est il canale Octubre la separa dall'isola Campana; a sud si trova l'adiacente Isola Cabrales, il lato occidentale si affaccia sul Pacifico.
La superficie dell'isola di 560,8 km² la rende la 24ª isola più grande del Cile. Ha uno sviluppo costiero di 255,1 km; misura 18 miglia di lunghezza per 14 nel punto di massima larghezza. Il picco Breaker, sul lato occidentale, misura 846 m di altezza.